# Robert II. (Artois)

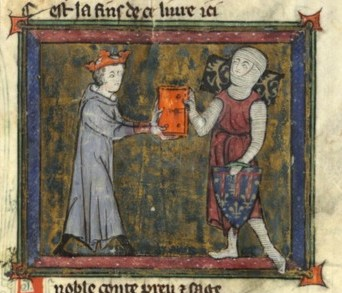
Robert II. von Artois

Robert II. von Artois, genannt der Fromme (* September 1250; † 11. Juli 1302 bei Kortrijk in der Sporenschlacht), war Graf von Artois und Regent im Königreich Neapel.

## Leben
Er war der posthume Sohn des Grafen Robert I. von Artois und der Mathilde von Brabant. Mit seiner Geburt erbte er die väterlichen Titel und Ländereien. Er wurde im Heiligen Land im Verlauf des Sechsten Kreuzzuges geboren, acht Monate nachdem sein Vater in Ägypten im Kampf gegen die Mamelucken gefallen war.

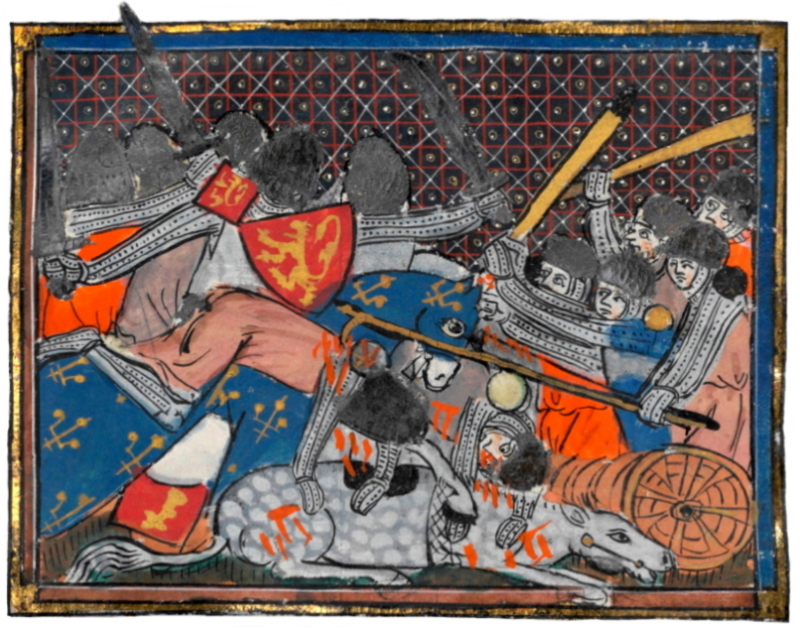
Graf Robert II. von Artois (mit Lilienwappen) wird in der Schlacht der goldenen Sporen bei Courtrai getötet. Illustration aus dem 14. Jahrhundert.

1270 nahm Robert am Siebten Kreuzzug nach Tunis teil, auf dem er sich durch seine Rachegefühle für seinen Vater hervortat.
Seine Schwester Blanche heiratete Heinrich I. den Dicken, König von Navarra († 1274). Er hinterließ eine dreijährige Tochter, Johanna I. Den Kämpfen um die Regentschaft ging Blanche durch Flucht nach Frankreich aus dem Weg. König Philipp III. beauftragte seinen Vetter Robert mit der Wiederherstellung des Friedens im Nachbarland. Robert belagerte und eroberte Pamplona und stellte die Autorität der Königin wieder her.
Von Dezember 1275 bis März 1276 hielt er sich im Königreich Sizilien auf, wo ihn der dortige König, sein Onkel Karl von Anjou zu seinem Heerführer ernannt hatte. In der Folge der Sizilianischen Vesper (1282) ging Robert erneut nach Italien, um Karl von Anjou zu unterstützen. Ihn begleitete dabei unter anderem der Ménestrel Adam de la Halle. Nach dem Tod Karls von Anjou wurde Robert zum Regenten des Königreichs Neapel ernannt, da der Nachfolger Karl II. sich noch in Gefangenschaft Peters III., König von Aragón, befand. Nach Karls Freilassung im September 1289 kehrte er nach Frankreich zurück.
König Philipp IV. schickte ihn 1296 in den Kampf gegen die Engländer, erst nach Guyenne, später nach Flandern. Robert schlug die Flamen am 13. August 1297 in der Schlacht von Veurne (frz. Furnes), verlor danach aber seinen Sohn Philipp, der an seiner Seite kämpfend schwer verwundet wurde und im Jahr darauf starb. Robert selbst fiel am 11. Juli 1302 in der Sporenschlacht bei Kortrijk.
Über seine Nachfolge gab es eine Auseinandersetzung zwischen seiner Tochter Mathilde und seinem Enkel Robert III., Philipps Sohn, dem Mathilde erfolgreich die Ehelichkeit und damit die Erbfähigkeit absprach.

## Nachkommen
Er heiratete 1262 in erster Ehe Amicia von Courtenay (* 1250; † 1275), Tochter von Peter von Courtenay, Herr von Conches-en-Ouche und Mehun-sur-Yèvre, und Perrenelle von Joigny. Ihre Kinder waren:
- Mathilde von Artois (* 1268; † 1329), 1309 Gräfin von Artois, ⚭ Pfalzgraf Otto IV. von Burgund
- Philipp von Artois (* 1269; † 1298), Herr von Conches-en-Ouche, Mehun-sur-Yèvre, Nonancourt und Domfront
- Robert von Artois (* 1271; † 1272)

In zweiter Ehe heiratete er 1277 Agnes von Dampierre (* 1237; † 1288), Tochter von Archambault IX., Herr von Bourbon, und Jolande de Châtillon, Gräfin von Nevers.
In dritter Ehe heiratete er Margarete von Avesnes († 1342), Tochter des Johann II., Graf von Holland und Hennegau, und der Philippa von Luxemburg.